# Мост Медьери
Мост Медьери (венг. Megyeri híd) — вантовый мост через Дунай, соединяющий Буду и Пешт в Будапеште, столице Венгрии. Мост является важной частью автомагистрали M0, огибающей кольцом венгерскую столицу.
Строительство моста обошлось в 63 млрд. форинтов (ок. 300 млн долл.), официальное открытие состоялось 30 сентября 2008 года. Голосование, устроенное для определения названия нового моста, вызвало многочисленные споры и получило широкую огласку в СМИ, когда победителями в нём стали американские комики Стивен Кольбер и Джон Стюарт.

## Выбор названия
Министерство экономики и транспорта Венгрии организовало публичное онлайн-голосование, чтобы определить возможные названия для нового моста. Три наиболее популярных названия должны были быть рассмотрены органами местного самоуправления, картографами, лингвистами и другими специалистами, в результате чего на правительственной комиссии должно было быть определено окончательное название для моста.
1 августа 2006 года агентство Рейтер сообщило, что в соответствии с онлайн-опросом лидирует вариант «Мост Чака Норриса», названный в честь американской кинозвезды. 11 августа американский сатирик Стивен Кольбер обсудил эту новость в своей программе The Colbert Report и призвал зрителей посетить сайт выбора названия моста и голосовать за него, а не за Норриса. Уже на следующий день число голосов за Кольбера выросло в 230 раз. 15 августа Кольбер повторил свой призыв, и к 22 августа вариант «Мост Стивена Кольбера» занял первое место с 17 млн голосов, что на 14 млн больше, чем у занявшего второе место варианта «Мост Зриньи» в честь хорватско-венгерского национального героя Миклоша Зриньи и на 7 млн больше, чем всё население Венгрии. В этот же день на сайте начался новый тур голосования, теперь для участия стала необходима регистрация. Несмотря на это, Кольбер и во втором туре оказался на первом месте, хотя и с менее выдающимися результатами.
14 сентября 2006 года Андраш Симоньи, посол Венгрии в США, сообщил в эфире The Colbert Report, что Кольбер выиграл голосование. К несчастью для Кольбера, посол также сообщил, что, согласно венгерскому законодательству, Кольбер должен свободно владеть венгерским и быть умершим, чтобы мост был назван его именем.
28 сентября 2006 года было объявлено, что новый мост будет называться «Мост Медьери» (Megyeri híd), несмотря на то, что данное название даже не прошло во второй тур. Венгерский комитет географических названий принял это название и пояснил, что оно происходит от названия двух районов Будапешта, которые он соединяет: Káposztásmegyer и Békásmegyer.

## Галерея

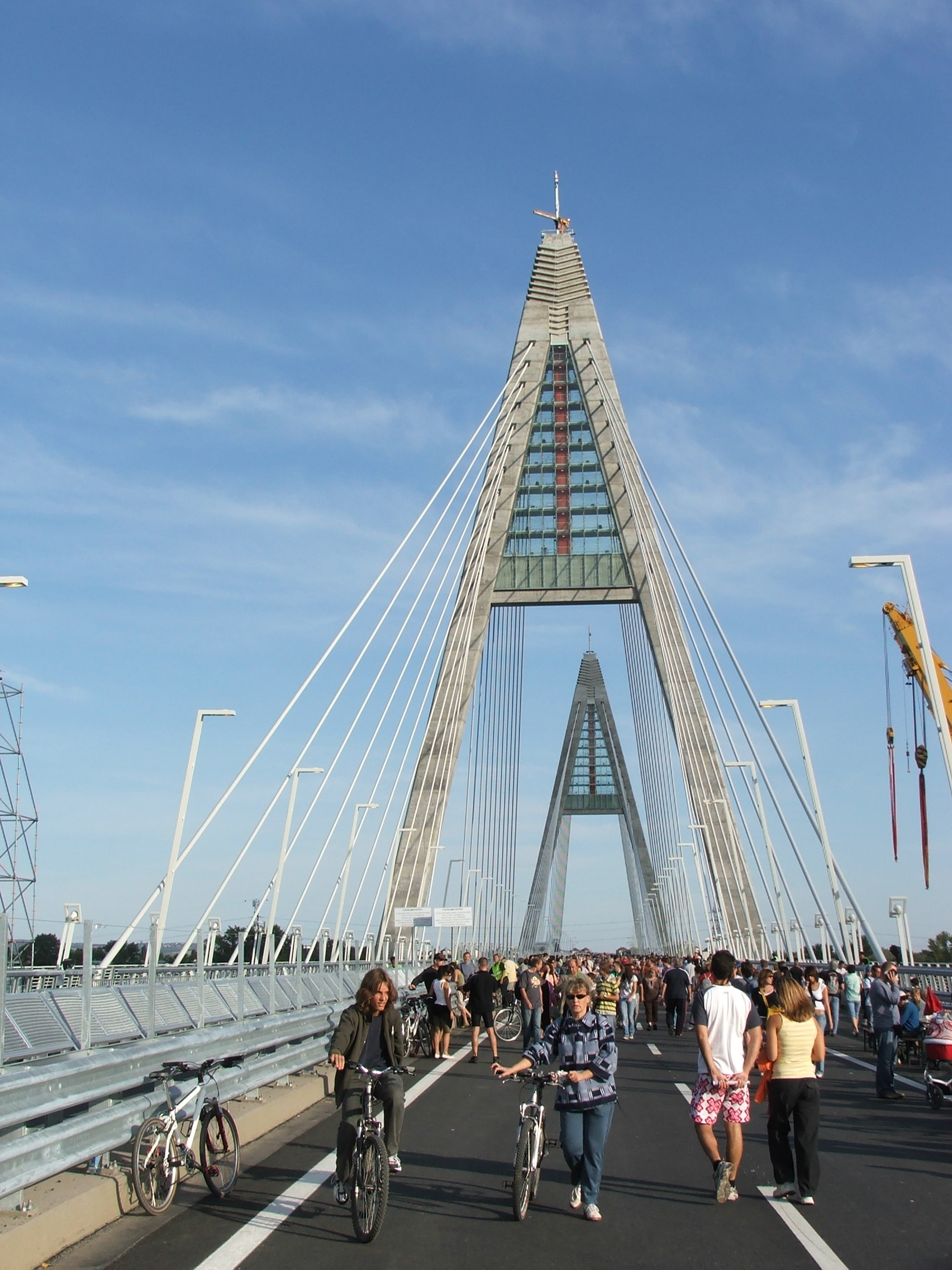
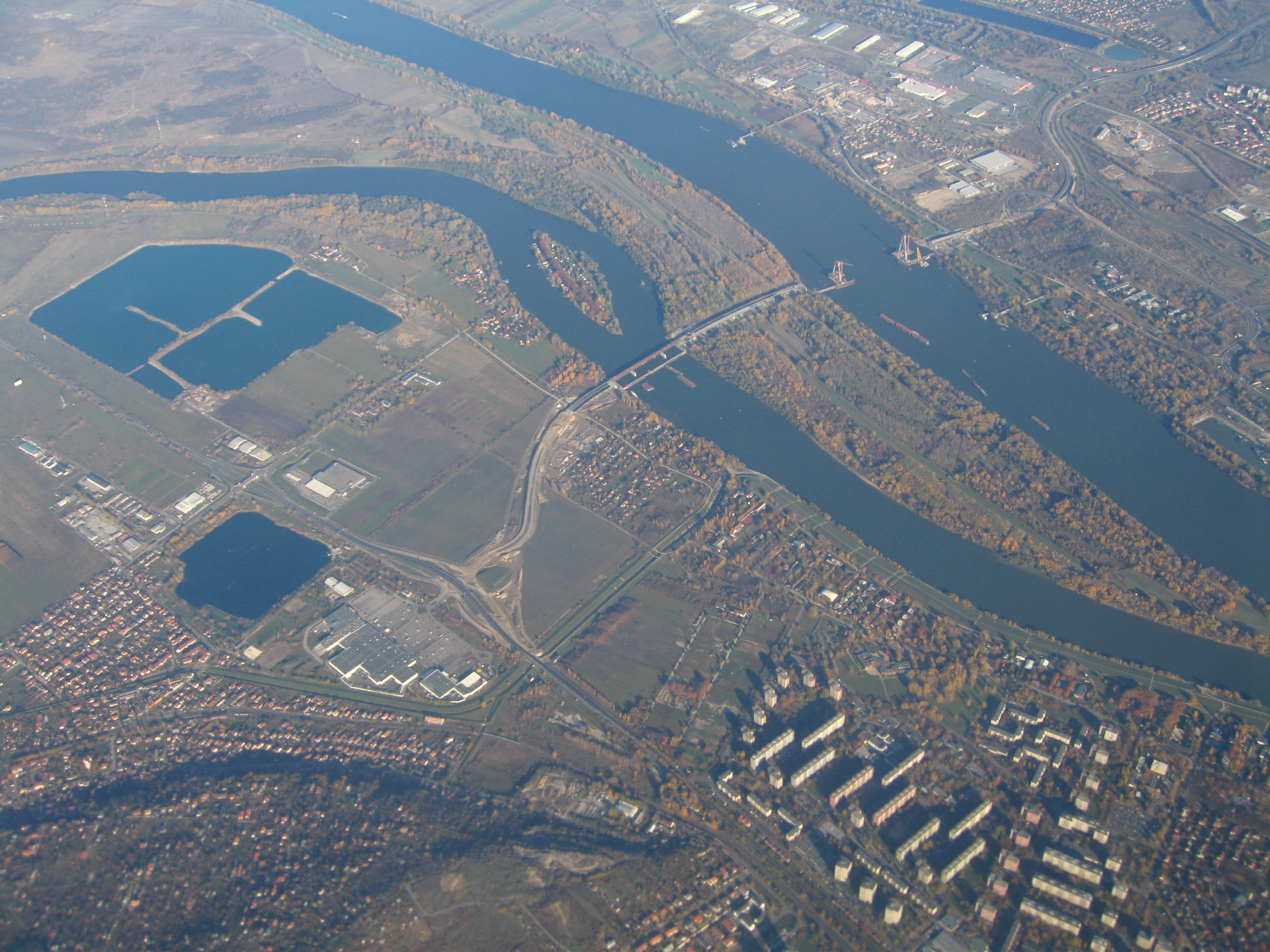
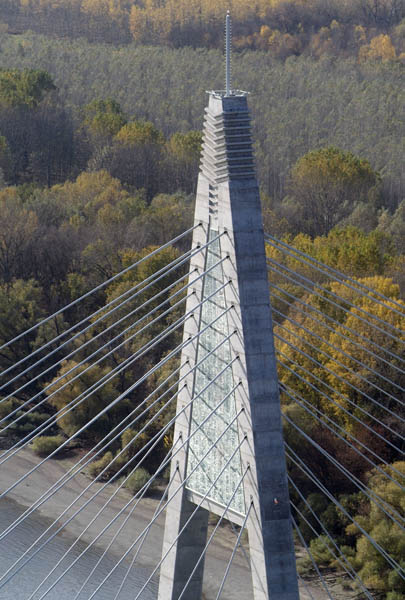
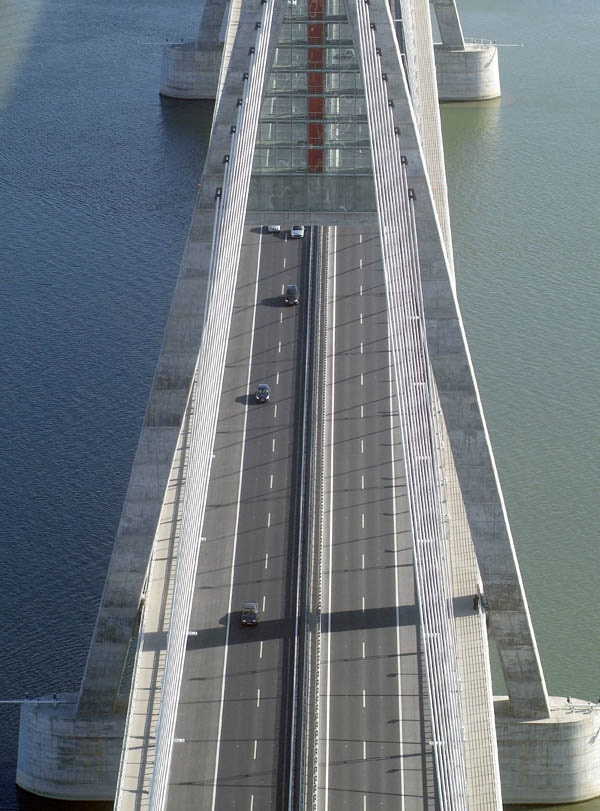
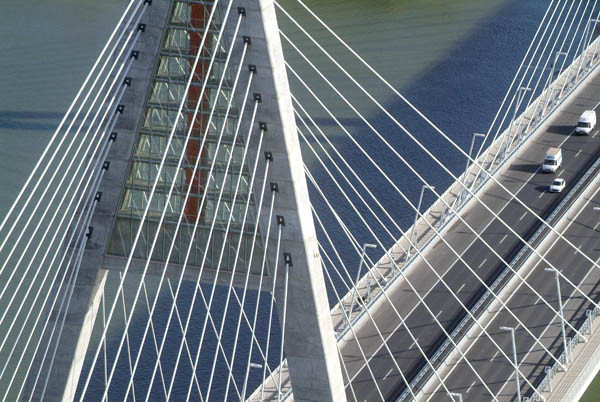
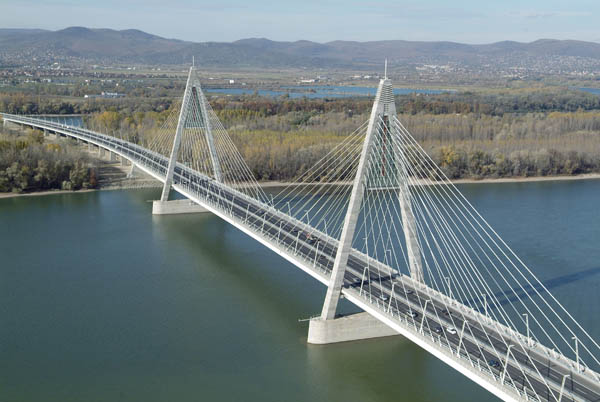
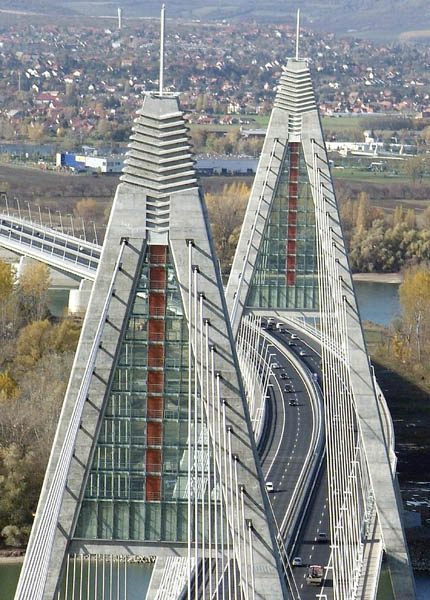
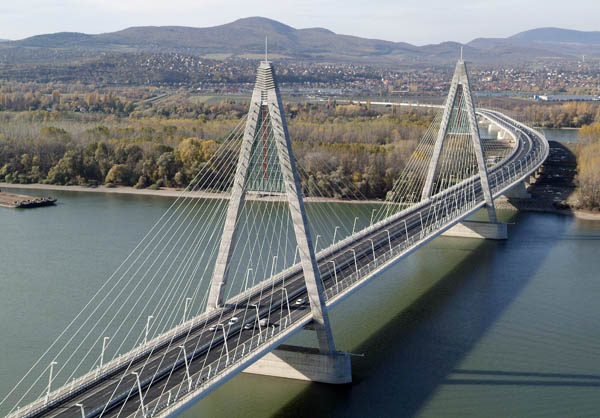